# Phare de Cromwell Point
Le phare de Cromwell Point est un phare situé sur l'île de Valentia dans le Comté de Kerry (Irlande).
Le phare guide les navires vers de port de l'île.Il est géré par les Commissioners of Irish Lights.

## Histoire
Le phare et ses dépendances ont été construites à l'intérieur de l'enceinte d'un ancien fort du XVIIe siècle. Trinity House avait autorisé le projet en 1837. Il est l'un des ouze plus grands phares d'Irlande. C'est une tour ronde en pierre de 15 m de haut, avec une grande lanterne et une galerie. L'ensemble de la station, même le mur d'enceinte, est peint en blanc. Il émet un flash blanc toutes les 2 secondes, et un flash rouge sur le secteur sud-est de l'île. C'est en 1947 que le phare a été automonisé et électrifié en 1966.
Le site est accessible par la route et le phare se visite quotidiennement de Pâques à la fin septembre.Une subvention a été obtenue en 1999 pour reconstituer la maison du gardien et le CIL en a transféré la gestionpour l'accueil de visiteurs.